# トマス・コクラン (1482年没)
トマス・コクラン（英: Thomas Cochrane、1482年7月22日没）またはロバート・コクラン（Robert Cochrane）は、スコットランド王ジェームズ3世の寵臣であるが、公式の記録が少なく、経歴に不明な点が多い。

## 経歴

### 年代記における経歴
『オックスフォード英国人名事典』によれば、コクランなる人物に関する公式の記録は少なく、後世に知られる経歴はロバート・リンジー、ジョン・レズリー、ジョージ・ブキャナンなどの年代記に由来するものが多い。これらの年代記によると、コクランは元々身分の低い人物だったが、スコットランド王ジェームズ3世の寵臣になり、ジェームズ3世を唆して弟のオールバニ公アレグザンダーとマー伯ジョンに敵対させた。マー伯の死後に自身をマー伯爵に叙させ、最後は怒ったスコットランド貴族たちにより1482年7月22日にベリックシャーのローダーで絞首刑に処された。
18世紀にはロバート・ウォルポール政権に関するパンフレットでジェームズ3世の「首席大臣」（prime minister）と形容され、19世紀と20世紀にはジェームズ3世を悪者とし、コクランがジェームズ3世に従っただけという主張もあった。
もっとも、『オックスフォード英国人名事典』はこれらの年代記が1つを除いてすべてコクランの時代に書かれたものではなく、コクランのファーストネームの定説すらなかったと評した。

### 公式記録における経歴
スコットランド枢密院の1480年1月22日付の記録にはサー・ジョン・コルクホーン（Sir John Colquhoun、1479年5月に戦死）に与えるはずだった60ポンド・スコッツを「トマス・コクラン」に与える、というものがある。『オックスフォード英国人名事典』はこれをコクランがスコットランド王室に入った証拠だとした。
1482年5月20日の土地所有権転移代理人の任命記録に「キルドラミー城総督トマス・コクラン」という人物があり、『オックスフォード英国人名事典』はコクランという姓が（南部のレンフルーシャー、ロジアンではよく見られるものの）キルドラミー城の所在地であるスコットランド北東部のアバディーンシャーでは珍しいため1480年の記録とは同一人物であるとした。コクランの処刑で活躍した第2代ハントリー伯爵ジョージ・ゴードンもキルドラミー城総督の官職を欲しており、スコットランド南部出身ながら北東部で活躍して、欲しい官職を奪ったコクランが目の上の瘤になったと、『オックスフォード英国人名事典』は推測した。
1483年5月2日の記録ではすでに死亡し、財産を没収されたことになっている。